# Lucrezia Ricchiuti
Lucrezia Ricchiuti (Cormano, 15 luglio 1956) è una politica italiana. Ha ricoperto l'incarico di vicesindaco nel comune di Desio, nell'amministrazione di Roberto Corti.
È stata Senatrice della Repubblica italiana per Articolo 1 - Movimento Democratico e Progressista, membro della Commissione Bilancio e Capogruppo per MDP in Commissione Parlamentare Antimafia, durante la XVII Legislatura.

## Biografia

### Prime esperienze
Lucrezia nasce a Cormano, nell’hinterland milanese, nel 1956. È la prima di tre figli. Ha una sorella, Marialuisa, e un fratello, Fabio. Sin da giovane ha condiviso idee progressiste.
Nel 1976 si iscrive al Partito Comunista Italiano, nel 2007 contribuisce alla fondazione del Partito Democratico.

### Consigliere comunale a Desio
Nel 2000 viene eletta consigliere comunale a Desio, dove porterà avanti battaglie contro il malaffare. Nel 2005 viene nuovamente eletta in consiglio. Nel 2010 dopo l'inchiesta Infinito sulla 'ndrangheta in Lombardia, il consiglio comunale viene sciolto. Nel 2011 viene eletta consigliere per la terza volta e nominata vicesindaco, con deleghe al bilancio e alla polizia locale.

### Elezione al Senato
Nel 2012, alle elezioni primarie della coalizione "Italia, Bene Comune" per la scelta del candidato premier, appoggia Pier Luigi Bersani. Il 29 dicembre, nelle primarie per la formazione delle liste, riceve più di 3.000 preferenze, arrivando seconda nella provincia di Monza e della Brianza dietro Giuseppe Civati. Inserita in sesta posizione nella lista del Partito Democratico al Senato nella circoscrizione Lombardia. viene eletta e proclamata senatrice della XVII legislatura.

### Iniziative parlamentari e politiche

#### Legalità e lotta alle mafie
Al costituirsi del Governo Letta, il 28 aprile 2013, non vota per la fiducia. Firma il disegno di legge Grasso per la reintroduzione del falso in bilancio e per l’aumento delle pene per mafia e corruzione. Diverrà la legge n. 69 del 2015. Firma anche per l’istituzione di una Commissione d’inchiesta sulle mafie anche in questa legislatura di cui entra a farne parte. Appoggia la legge sul rientro dei capitali (la c.d. voluntary disclosure) e sull’autoriciclaggio e si batte per migliorarla, con emendamenti: diverrà la legge n. 186 del 2015. Presenta due interrogazioni parlamentari sulla situazione del comune di Seregno. Chiede una commissione prefettizia di accesso per verificare eventuali condizionamenti mafiosi. Nella legge n. 124 del 2015 (la c.d. delega Madia sulla pubblica amministrazione) presenta un emendamento volto a mettere costi standard e più bassi per le intercettazioni telefoniche. 
Nella primavera 2016 organizza un seminario pubblico a Desio sui costi dell’illegalità e si attiva nella campagna elettorale per le imminenti elezioni amministrative, aiutando il sindaco Corti a essere rieletto ed entrando in consiglio comunale. Quanto al tema della prescrizione dei reati, si batte con determinazione con emendamenti per la cancellazione della legge Cirielli, accusata di rendere eccessivamente agevole l’assoluzione per prescrizione.
Nel 2017 affronta il problema del giornalismo intimidito. Presenta un disegno di legge (A.S. 2659) contro le querele temerarie. Presenta, assieme al senatore Felice Casson, emendamenti e subemendamenti volti ad affossare il disegno di legge Costa (A.C. 925) su diffamazione e diritto all’oblio, che ritiene pericoloso per il diritto all’informazione. Nel 2017, presenta un'interrogazione sulla situazione del condizionamento malavitoso di Cisterna di Latina, comune che in seguito arriverà all'autoscioglimento. 

#### Economia e lavoro
Come membro della Commissione finanze del Senato, segue numerosi provvedimenti: nel 2013 presenta un emendamento volto a completare le riforme promosse da Pier Luigi Bersani sulla portabilità dei mutui. Lucrezia si schiera contro il Jobs Act. Nell’ottobre 2014 – insieme a Corradino Mineo e Felice Casson – è l’unica senatrice che sul provvedimento non vota la fiducia al Governo. A maggio 2015, vota a favore della fiducia sulla legge 107 (c.d. buona scuola). Nel 2016 e nel 2017 è relatrice sui pareri sulle direttive rispettivamente sui mutui ipotecari (atto Governo 256) e sul riciclaggio (atto Governo 389). Presenta anche emendamenti contro l’accorpamento delle camere di commercio e nel 2017, appreso della delocalizzazione K-Flex a Roncello, porta più volte solidarietà ai lavoratori in lotta e presenta un’interrogazione parlamentare.

#### Istituzioni, riforme e partito
Non condividendo la riforma costituzionale Renzi-Boschi, da settembre a novembre 2016 si impegna per il fronte del NO al referendum.
Il 22 gennaio 2015 interviene in Senato per dichiarare il suo voto in dissenso dal gruppo PD sulla legge elettorale Italicum. Vota anche contro la fiducia sul c.d. Rosatellum, intervenendo in Senato il 24 ottobre 2017. 
Nel febbraio 2017 lascia il gruppo del Partito Democratico e contribuisce a fondare Articolo 1 – Movimento Democratico e Progressista. Alle elezioni politiche del 2018 viene candidata con Liberi e Uguali nel collegio uninominale Lombardia - 06 (Monza), ottenendo il 2,83%, e da capolista nel collegio plurinominale Lombardia - 05  e in seconda posizione nel Collegio plurinominale Lombardia - 02, ma non risulta eletta.

### Vita privata
Vive a Desio. Sposata dal 1979, ha due figli.

### Vicende giudiziarie
In occasione del rinnovo del consiglio comunale di Desio (di cui - come detto sopra - era stata vicesindaco dal 2011 al 2013) si diffonde la notizia che Lucrezia Ricchiuti avrebbe una mansarda abusiva. Lei passa al contrattacco e sporge subito querela. Roberto Corti viene rieletto sindaco ed entra in consiglio sua sorella, Marialuisa Ricchiuti. Tuttavia, nel 2018 il GIP di Monza la rinvia a giudizio per concorso in abuso d’ufficio, per avere asseritamente accelerato la pratica di sanatoria per due tramezzi nel sottotetto dell’appartamento suo e di suo marito. Lei chiede il giudizio abbreviato, il giudice però la condanna assieme ad altri condomini, che avevano eseguito gli stessi lavori. Il 9 novembre 2020, tuttavia, la Corte d’Appello di Milano (seconda sezione penale) la assolve perché il fatto non sussiste.